# Al-Wasl Sports Club (pallacanestro)
L' Al-Wasl Sports Club (in arabo:نادي الوصل) è una squadra professionista di basket con sede nella città di Dubai, negli Emirati Arabi Uniti, che compete nella massima competizione nazionale, la UAE Basketball League.
I colori sociali della squadra è il GIallo ed il   Nero; le partite casalinghe vengono disputate presso l' Al Wasl Sports Hall, una struttura situata a Dubai che può ospitare fino a 1.000 spettatori.

## Storia
L' Al-Wasl Basketball Sports Club  è la sezione di pallacanestro della società polisportiva dell'Al-Wasl Sports Club, società con a Dubai fondata nel 1960 con il nome di Al Zamalek Club, da un gruppo di giovani che si riunì presso la casa di Bakhit Salem Al Falasi, nel quartiere di Za'abeel, per fondare un club dove praticare i loro hobby sportivi; la squadra avrebbe poi assunto la sua attuale denominazione, che fa riferimento all'antico nome della città di Dubai, nel 1974.
La squadra di pallacanestro dell'Al-Wasl ha sempre preso parte ai vari campionati nazionali e dal 2013 prende stabilmente parte alla UAE Basketball League; i ghepardi non sono ancora riusciti a vincere il titolo del massimo campionato emiratino, il miglior risultato è stato raggiunto nella stagione 2013-2014 con la squadra che concluse al primo posto la stagione regolare, con un record di 13-1, per però perdere in finale contro lo Shabab Al-Ahli. 
La squadra di Dubai può però vantare nella sua bacheca trofei la presenza di tre UAE Federation Cup, conquistate nelle stagioni 2002, 2004 e 2006, ed una UAE Basketball Super Cup, conquistata nel 2004.
L'Al-Wasl ha rappresentato in varie occasioni gli Emirati Arabi Uniti in competizioni internazionali, in due occasioni la squadra è arrivata alla finale della Gulf Basketball Clubs Championship, nelle edizioni 2007 e 2014, ma in entrambi i casi la squadra si è dovuta accontentare del secondo posto finale. 
La miglior prestazione dell'Al-Wasl in ambito asiatico arrivò però nella FIBA Asia Champions Cup 2008, giocatasi in Kuwait; la squadra, che si era qualificata proprio grazie al secondo posto arrivato nell'edizione precedente della Gulf Basketball Clubs Championship, si presentò alla competizione guidata in panchina da Abudl Hamid Ibrahim e con un roster composto tra gli altri da: Ayoub Albalooshi (autore di 41 punti in una partita del torneo), Rashed Al-Zaabi, Ibrahim Hamad, lo statunitense Courtney Fields e l'ivoriano Hervé Lamizana. L'Al-Wasl riuscì a conquistare il primo posto del proprio girone vincendo tutte le quattro sfide contro la squadra dell'India dell'ONGC, i Bahreiniti dell'Al-Muharraq, i padroni di casa del Al-Qadisiya ed i campioni d'Asia in carica del Saba Battery Tehran. Dopo aver superato anche i quarti di finale imponendosi per 84-75 sulla squadra della Giordania del Zain Club, la corsa dell'Al-Wasl si interruppe in semifinale dove venne nettamente sconfitta dall'Al-Rayyan Doha; i ghepardi però riuscirono lo stesso a ritrovare la concentrazione vincendo per 85-82, con 30 punti di Hervé Lamizana, contro l'Al-Riyadi Beirut nella finale per il terzo posto. La vittoria ha segnato un evento storico per il basket degli Emirati Arabi Uniti, poiché la Wasl è diventata la prima squadra in assoluto del paese a vincere una medaglia nella FIBA Asia Champions Cup.

## Palmares

### Titoli Nazionali
- UAE Federation Cup: 3

2002, 2004, 2006
- UAE Basketball Super Cup: 1

2004

## Organico

### Roster 2023-2024
Il roster per la stagione sportiva 2023-2024 
|    | Naz.                           | Ruolo | Sportivo              | Anno | Alt. | Peso |  |
| -- | ------------------------------ | ----- | --------------------- | ---- | ---- | ---- |  |
| 3  | Emirati Arabi Uniti (bandiera) | G     | Ahmed Talat Ahmed     | 2002 |      |      |  |
| 5  | Emirati Arabi Uniti (bandiera) | AG    | Khalid Khalifa        | 1992 | 195  | 90   |  |
| 6  | Emirati Arabi Uniti (bandiera) | G     | Abdulla Mohamed       | 2003 |      |      |  |
| 7  | Emirati Arabi Uniti (bandiera) | AP    | Khamis Abdulla Salim  | 1993 | 187  | 80   |  |
| 8  | Emirati Arabi Uniti (bandiera) | AG    | Younus Khamis         | 1990 | 193  | 90   |  |
| 9  | Emirati Arabi Uniti (bandiera) | PG    | Rashid Ayman Ahmed    | 1988 | 177  | 78   |  |
| 10 | Emirati Arabi Uniti (bandiera) | G     | Mohamed Mahmoud Saleh | 1994 | 180  | 80   |  |
| 11 | Emirati Arabi Uniti (bandiera) | AG    | Bader Mohamed         | 1991 | 192  | 93   |  |
| 12 | Emirati Arabi Uniti (bandiera) | AP    | Abdulaziz Mohamed Ali | 1990 | 186  | 85   |  |
| 13 | Emirati Arabi Uniti (bandiera) | PG    | Mohamed Fouzan Fouad  | 2004 |      |      |  |
| 14 | Emirati Arabi Uniti (bandiera) | G     | Mahmoud Ahmed Fouad   | 1988 | 183  | 80   |  |
| 15 | Stati Uniti (bandiera)         | C     | Nickolas West         | 1994 | 210  | 98   |  |
| 16 | Stati Uniti (bandiera)         | AG    | Stedmon Lemon         | 1992 | 198  | 100  |  |
| 77 | Emirati Arabi Uniti (bandiera) | AP    | Abdulaziz Ahmad       | 2004 | 185  | 80   |  |

### Staff tecnico
| Ruolo           | Nome                  |
| --------------- | --------------------- |
| Capo Allenatore | Midogar Perisic       |
| Team Manager    | Abdulla Sabil Ibrahim |
| Fisioterapista  | Nasir Sayed Murtuza   |

## Cestisti

### Giocatori locali famosi
- Rashed Al-Zaabi
- Ayoub Albalooshi
- Ibrahim Hamad
- Jasem Almaazmi
- Mohammad Rashed
- Suwais Salem
- Al Mehairi Saif
- Katoot Khalifa
- Younis Mohammad
- Jasim Abdalla
- Alkhaja Fadhil
- Bilal Faisal
- Al Shiba Khalifah
- Khalfan Ibrahim Abdallah

### Giocatori stranieri famosi
- Hervé Lamizana
- Jonathan Jeanne
- Courtney Fields
- Tony Mitchell
- Jamario Moon
- Christian Burns
- Amir Hinton
- Reggie Okosa
- Kyle Hunt